# 三式潜航輸送艇
三式潜航輸送艇（さんしきせんこうゆそうてい）は、日本陸軍の潜水艦。通称のまるゆ（○の中に「ゆ」（ゆ⃝）と書く）で知られる。「ゆ」は「輸送用」の頭文字。1型と2型があり、主に輸送任務で用いられた。計画時の呼称は「イ号特種艇」。
レイテ島の戦い（多号作戦）で3隻が実戦投入され、輸送任務に成功した艇もある。陸軍は最終的には400隻以上の建造を計画していたが、終戦までに完成したのは38隻に留まった。

## 概説

### 開発に至るまでの経緯
陸軍における独自の輸送艇の構想は、1942年(昭和17年)3月ごろには陸軍参謀本部の船舶・運輸関連部門の佐官の間にて立案されており、「貨物輸送艇」としての設計・研究が行われていたとされるが、潜水艦を輸送艇とするより具体的な計画は太平洋戦争中の南東方面戦線（ガダルカナル島攻防戦、ニューギニア攻防戦）において、日本陸軍が補給に苦しんだことをきっかけに立案された。
陸軍がこのような船種を単独で開発する事となった経緯には、同年9月のラバウル方面を議題とした兵棋演習の席上、モグラ輸送で第六艦隊隷下の伊号潜水艦に多大な損害を受けた日本海軍が、伊号潜水艦は輸送の任から外して本来任務の艦隊攻撃に専念したい事、輸送任務には新たに輸送用の波号潜水艦を陸軍に提供する事で代替とするが、輸送に従事する兵員は操艦要員も含めて全て陸軍からの供出を要求する提案を出した事が背景にあるとされる。同年12月、陸軍参謀本部はこの提案の検討の結果、実際の輸送潜水艦運用の権限が海軍に握られる恐れのある「波号潜水艦に陸軍船舶兵を供出する海軍案」を一蹴し、独自に潜水艦を一から建造する事を決断したという。
ガダルカナル島の戦いでは、第三次ソロモン海戦において日本軍の輸送船団が壊滅し、高速の駆逐艦を利用した輸送部隊（鼠輸送）さえ空襲と連合軍水上部隊の邀撃により完遂できず（例、ルンガ沖夜戦）、ガダルカナル島の日本陸軍に対し食料弾薬の十分な補給ができなかった。また当時の連合軍の反攻作戦は、まず制空権を奪取して目標の島嶼を攻略、そこに航空基地を建設して制空権を完全に確保し、さらに次の目標を目指すという方法をとっていた。南東方面の日本陸海軍航空戦力では、航空機の性能・数量ともに連合軍に対抗できなくなっており、ひきつづき敵制空権下での輸送が予想された。ガ島戦敗北により、大本営陸軍部は敵制空権下においては通常の船団輸送が不可能であることを認識した。
1943年（昭和18年）1月25日、南東方面を視察した大本営陸軍部第十課長（船舶）長荒尾興大佐は南東方面船舶輸送について報告をおこなう。「海洋の陣地戦」として船舶輸送体系の改革を提言し、以下の項目を列挙した。
(1)作戦正面をできる限り縮小する
(2)船舶輸送体系として大型船、中型船、小型船の三運航区域に区分しこれに適当な船舶を配当する。
(3)大発動艇、高速艇、輸送用潜水艦等の舟艇を陸軍自力で大量かつ迅速に整備する。
同年2月20日、第八方面軍司令官今村均陸軍中将はトラック泊地の戦艦大和（連合艦隊旗艦）を訪問し、連合艦隊司令部（司令長官山本五十六大将、参謀長宇垣纏中将、先任参謀黒島亀人大佐）と南東方面（ニューギニア方面、ソロモン諸島方面）作戦について懇談した。敵制空権下での船舶輸送は困難を極めるため、第八方面軍は海軍の潜水艦による補給輸送を依頼した。
山本を含めた連合艦隊の反応は、今村の報告によれば「我ガ申入レニ対シ海軍側ニ於テハ努メテ輸送船運用ニ依リタキ意向ヲ力説セリ」「補給持続ノ根本対策トシテ特殊潜水船ノ必要スレバ老齢ノ潜水艦ノ改造等ニ関シ述ベタル所、海軍側ニ於テモ其ノ必要ヲ認メ研究中ニテ明日年中ニ12、3隻ノ特種潜水艦ヲ建造スル筈ナルモ潜水艦ノ数上目下ハ老廃ニ近キモノモ之ヲ作戦ニ運用シアリテ改造スル等ノ余裕ノ如キハナシトノ答ヘナリ」であった。
結局のところ、海軍（連合艦隊、南東方面艦隊）と第八方面軍の関係は険悪で、信頼関係は築けていなかった。このころ今村司令官は「補給さえうまく行けば当面の作戦は成功する。補給の不可能がすべて失敗の原因なので海軍艦艇、潜水艦をもってする補給を是非考えねばならない」と熱心に主張していたので、海軍側は「作戦失敗の原因をすべて海軍に帰せんとする魂胆であろう」と見ていたという。
同年3月3日、ラバウルから東部ニューギニアへむかっていた日本軍輸送船団が全滅したビスマルク海海戦は、大本営陸海軍部に甚大なる衝撃を与えた。3月中旬に大本営が決裁した「南東方面作戦に関する両部申合覚」の中には「三　敵航空機ノ攻撃威力圏内ニ対スル補給ハ将来ニ亙リ戦局ヲ左右スル重大要素タルヲ以テ速ニ具体的方策ヲ確立シ之カ実現ノ為各種施策ヲ促進スルト共ニ所要ノ資材ヲ整備ス」という項目があった。「補給が作戦であり、輸送が決戦である」という状況下、大本営は4月5日の兵站会議で補給戦の現状を開陳し、この中で「ガ島と同様に北方や南西方面でもB-17により大型船輸送が困難になりつつあり、船舶課では小型舟艇輸送の計画を検討し、また陸軍自体で輸送用潜水艦を造ることを研究中である。」と触れた。
上記情勢下、大本営陸軍部の第三部（運輸通信長官部）は、陸軍自ら輸送用潜水艦の制作に乗り出しており、4月になって海軍に計画を打ち明け、了解と援助を得ることに成功した。大本営課長会議で披露された輸送用潜水艦「イ号特種艇」の性能は、以下のようなものであった。
- 浮上屯数 - 100屯
- 搭載量 - 人員10名または軍需品60立方米
- 速力 - 水上10ノット、水中5ノット
- 航続距離 - 1,000浬、航続時間10時間

制作と試作は陸軍運輸部と陸軍第七技術研究所が担当し、航空機に次ぐ優先度を与えられ、1943年度中に200隻の建造を目指した。資源・技術・教育でも海軍との協調が必要であり、また鋼材の配当という点では陸軍部内での摩擦も予想された。4月17日、陸軍輸送潜水艦は兵器行政本部の担当となり、東條英機陸軍大臣が決裁した。

### 設計と建造
設計及び建造は海軍には秘匿され、日本陸軍が独自に行った。国内の造船所のスケジュールは全て海軍に押さえられていたため、やむなく民間のボイラー工場などに船体の製造を依頼する事としたが、建造する工場も発注する陸軍も潜水艦の建造は全く経験がなかったことから、設計は困難を極めた。第一次世界大戦でドイツが開発した輸送潜水艦の図面を参考とし、更には民間でサンゴ採取用として使用され、伊号第六十三潜水艦や戦艦「陸奥」爆沈（昭和18年6月8日）の事故調査でも活動した「西村式潜水艇」の開発者である西村一松の全面的な技術協力も受け、1943年1月に陸軍第七技術研究所(七研)にて、僅か二ヶ月の内に基本設計図が完成する。機関は、据付式の石油掘削用動力として使われており、軽油や灯油などガソリン以外の燃料が使用可能な200馬力のヘッセルマンエンジンを2基直列し、400馬力として搭載した。耐圧隔壁の資材は戦車用16mm装甲板を1943年度陸軍割り当て分から転用し、同年度中に起工予定の20隻分を確保した。
建造は日立製作所の機関車製造工場(現:日立製作所笠戸事業所)、日本製鋼所の火砲工場(現:日鋼広島製作所)、安藤鉄工所(東京 )及び朝鮮機械製作所(仁川)のボイラー製造工場で、主機の製造は相模陸軍造兵廠、神戸製鋼所、大阪金属工業（ダイキン工業）で行われた。船体建造が4社に跨った為に、実際には1型には4種類のバリエーションが存在する事となった。設計図完成から九ヶ月後の1943年10月、ゆ 1級の試作一号艇が日立製作所笠戸工場にて竣工、同年12月30日、山口県柳井湾にて海軍関係者も招待して潜航試験が行われたが、当初はトリムの調整に失敗し、艦首が沈むと艦尾が浮く、艦尾が沈むと艦首が浮くなどして全く潜水できなかった。そこで試行錯誤を繰り返し、やがて艦体はなんとか水面下に完全に没した。停止した姿勢のままで沈下していった様子を見て「落ちた（沈没した）」と見学していた海軍が騒然となる横で、陸軍一同は「潜水成功」と満面の笑みで万歳三唱するという対照的な構図であった。本艇が参考とし、実際に訓練資材としての運用もされた西村式潜水艇も、その場で停止した状態から潜航する方式で、航走から潜航に移る海軍潜水艦の潜航方式と全く異なる事も陸海関係者の反応の違いの一因でもあった。沈没したと思った海軍将校が「演習中止」と言うのを、開発に携わった陸軍佐官が「（沈没とは）違うんだ」と言ってなだめた一幕もあったという。
一号艇の公開実験により潜航・浮上を伴う任務遂行は一応は可能であると判断され、その後民間4社にて原設計から様々な改良を加えながら量産開始、38隻が1型として建造された。電気溶接工法により個別に製造した複数の区画をリベット止めで結合するブロック工法を採用していた為に生産性が高く、短期間の内にある程度の数を実戦投入する事に貢献した。主電動機なども導入された機関部ではあったが、基礎的な航行能力が低かったため、任地までの遠洋航海の折には複数のまるゆに1隻の母船(戦時標準船を始めとする徴用貨物船が充てられた)が随伴する編成が採られ、任地到着後の短距離の輸送任務の折にも昼間は海底に沈座してやり過ごし、夜間だけ浮上して航行することとされ、必ずしも急速潜航能力は求めないものとされたが、実際の運用に当たっては哨戒機に発見された折の先制攻撃を緊急回避する必要がある事と、沈座できる海底が無い遠洋では原設計のままでは事実上潜航しての運用が不可能であった為、乗組員の錬成や船体の改修により、1-2分程度とある程度の時間は要するものの、一応は航行からの急速潜航を可能として戦線に投入された。特に日鋼が製造を担当したゆ 1001級では、海軍潜水艦の急潜時間に比肩する45秒にて急速潜航が完了するよう、ネガティブタンクを新設したり、原設計で主機への負荷増大の一因となっていた四翅プロペラを三翅に交換するなど、原設計からの大幅な設計変更が行われている。

### 運用
一型は1944年から就役して陸軍船舶司令部直轄(暁部隊)の第一・第二潜航輸送隊に配備され、フィリピン(比島派遣隊)、硫黄島・八丈島を始めとする伊豆諸島(東京派遣隊)、沖縄を始めとする南西諸島(口之津派遣隊)、朝鮮半島方面(御厨派遣隊)への補給任務を行った。
一型は小型なこともあり、要目表に現れない居住性能は劣っていた。全長がほぼ同じ波百一型と比較しても全幅が2m以上も狭かった事も居住性や積載性の悪化に繋がっており、ゆ 1001級では配管や配線類の配索を原設計から大幅に変更する事により内部空間の確保に努めていた程である。中島篤巳『陸軍潜水艦隊 極秘プロジェクト! 深海に挑んだ男たち』によると、便所はドラム缶を使用したために艇内に臭気が充満していた。各国海軍の潜水艦では専用の便所が備えられ、汚物は圧縮空気で外部に排出できるようになっており、日本海軍でも、一部の旧式艦を除いては各国同様に潜航中も使用可能な水洗式便所が備えられていた。狭いまるゆは艇長室でさえ1畳大の広さしかなく、乗組員達は「本物の」潜水艦に出向く度に、その「広さ」にため息をついた。海軍潜水艦が備えていた各種の潜水艦専用装備も欠いていた為、潜航の際の深度調整なども全て乗組員の操船技術のみに頼っており、急速潜航の際に安全深度を突破して冷や汗を掻いた事例や、浅海の海底に激突しながらも圧壊は免れ、九死に一生を得た逸話などにも事欠かなかった。
自軍とも連合軍とも異なる小型の潜水艦が素人めいた操艦でノロノロと航走する様は海軍軍人や日本の民間船員の目からもいささか奇異に映ったようで、1944年7月に比島派遣隊所属の一型がフィリピン到着後に日本海軍の軍艦から「汝は何者なるや？潜水可能なるや」と味方艦艇としてまともに認識されていない打電を受ける（軍艦について詳細後述）。一型側はこの些か侮蔑めいた誰何に対し、「帝国陸軍の潜水艇也。（潜水の可否については）返答の要を認めず。」と言い返しめいた返電をした。
同年9月9日には朝鮮半島群山沖の日本郵船所属の改E型戦標船「伊豆丸」が、御厨派遣隊所属のゆ 3001級を敵艦と誤認して体当たりを行い、双方共に船体が損傷する同士討ちが発生、1944年12月30日にはフィリピン沖にて海軍の第百八号輸送艦が2隻の一型を敵艦と誤認して攻撃態勢に入るも、相手が余りにも小型であり特段何もしてくる様子も無い為にそのまま見逃しており、結果として陸海軍間での同士討ちを免れるといった様々な珍事が起きている。
なお、本級は日本海軍艦艇の軍艦旗である旭日旗とは異なる陸軍風の日章旗を掲げるか、あるいはセイルに描いて運用され、このことも混乱に拍車をかけた。
第二次世界大戦中に陸軍組織下で潜水艦を建造・運用していたのは日本陸軍だけである。そのため、潜航輸送艇は日本の陸海軍の意思疎通と連携の悪さ、日本陸軍の縦割り意識、日本海軍の艦隊決戦偏重などの弊害例として挙げられることが多い。高松宮宣仁親王（軍令部大佐、昭和天皇弟宮）は以下のように評価している。

日本海軍も伊三百六十一型潜水艦(潜輸大型、丁型)、波百一型潜水艦(潜輸小型)などの輸送用潜水艦を建造しているが、いずれも竣工自体は一型よりも1年以上後の事である。伊号第三百五十一潜水艦(潜補型)や伊号第三百七十三潜水艦(丁型改)、丁型改二潜水艦などネームシップのみの竣工で同型艦の多くが未成に終わったもの、計画のみに終わったものも少なくない。一型、特にゆ 1001級はこれらの海軍輸送潜水艦と比較しても速度性能や潜航深度では極端な性能差は無かったものの、積載できる物資が少なかったことや航続距離が短かったことから、ほどなく二型の開発が行われた。二型は従来の七研から1944年5月に新設された海運資材開発を専門とした第十陸軍技術研究所(十研)へと移管され、海軍の協力のもとに開発されたが、就役を待たず終戦を迎えた。一型も戦没や事故などで5隻を喪失し、終戦時に現存した35隻は、戦後全て米軍により海没処分された。

### 戦歴
1944年（昭和19年）5月、矢野光二中佐（元戦車兵。当時、潜航輸送教育隊隊長）は「まるゆ三隻をフィリピンのマニラに派遣せよ」との命令をうける。一隻あたり各26名（多くは元戦車兵）が乗船し、潜水母艦として戦時標準船（基地隊や交代要員223名乗船）を随伴させ、フィリピンに向かうことになった。派遣隊指揮官は青木憲治少佐（元戦車兵）。派遣隊の内訳は、将校26名、下士官91名、兵185名の計302名で、上述のように4隻に分乗した。
陸軍輸送潜水隊4隻は、船舶司令官鈴木宗作中将に見送られて宇品を出撃するが、はじめての外洋航海で苦難を強いられた。51日間の航海を終えて、7月18日マニラに到着した。
この時、「マルゆ」はマニラ在泊中の日本海軍軽巡洋艦から「汝は何者なるや？潜水可能なるや」の信号を受ける（前述）。この軽巡洋艦について球磨型軽巡洋艦の木曾とする文献があるが、「マルゆ」到着日の木曾は小笠原諸島方面輸送を終えて横須賀で修理中だった。当時、マニラ在泊の軽巡洋艦は以下のとおり。
木曾と姉妹艦の軽巡北上は7月7日マニラに到着していた。
同月12日から26日まで浮船渠で修理に従事する。8月8日（8月9日）にマニラを出港後、洋上で空母神鷹等のヒ70船団に合流し、佐世保に帰投した。
さらに姉妹艦の軽巡大井と護衛の駆逐艦敷波（第19駆逐隊）は、南西方面艦隊司令部人員と物件を搭載し、7月16日マニラに到着した。
7月18日、2隻（大井、敷波）はマニラを出港する。7月19日、大井はマニラ東方沖合で米潜水艦フラッシャーの雷撃で沈没した。
マニラ進出後の「マルゆ」隊は外洋航海で受けた損傷や不具合を修理するうち、10月中旬以降の米軍フィリピン反攻と捷一号作戦発動を迎えた（フィリピンの戦い）。
「マルゆ」の最大の活躍は、レイテ島地上戦に伴う多号作戦（レイテ島輸送作戦）であった。連合軍に制空権・制海権とも掌握され、11月11日には第二水雷戦隊に護衛された第三次輸送部隊がオルモック湾において空襲を受け駆逐艦朝霜を除いて全滅するなど、レイテ島に対する輸送作戦（多号作戦）も行き詰まっていた。
また11月13日から14日にかけてのマニラ空襲では、第一水雷戦隊旗艦を予定して3日前にマニラに到着したばかりの軽巡洋艦木曾が大破着底し、軍需品輸送船団も全滅した。物資・弾薬・糧食の輸送失敗は、レイテ島で激戦をつづける日本陸軍の窮地に直結した。第14方面軍（尚武兵団）司令官山下奉文大将は第三船舶司令部に対し「レイテ島への軍需品・糧食輸送」を厳命、これにより「マルゆ」3隻はレイテ島に突入することになった。
11月26日、青木憲治少佐指揮下の潜水輸送第1号艇・2号艇・3号艇はマニラを出撃する。青木少佐艇（マルゆ2号艇）は潜航装置故障のままの出撃であった（揚陸要員14名）。同日夕刻、まるゆ隊はカモテス諸島に到着した。だがアメリカ軍はコースト・ウォッチャーズ（沿岸監視員）からの通報で日本軍潜水艦のマニラ出撃を察知しており、大型駆逐艦4隻から成る第43駆逐隊を派遣した。当時、米軍機動部隊（第38任務部隊）は長期行動と特攻隊による損害により一時的にフィリピン方面での作戦を中止していた。このため第7艦隊司令長官トーマス・C・キンケイド中将は、水上艦艇（水雷戦隊、魚雷艇）をレイテ島周辺海域に投入、哨戒・掃蕩に従事させていたのである。
オルモック湾に向け浮上航行中だった2号艇（潜水不能状態）はPBYカタリナ飛行艇に発見され、連絡を受けた第43駆逐隊（第22水雷戦隊）が急行。11月27日午前1時30分前後、米軍駆逐艦は2号艇を浮上潜水艦と認識し、照明弾を打ち上げたあと主砲や機銃で攻撃した。2号艇は搭載の37mm砲で反撃したがフレッチャー級駆逐艦4隻に圧倒され、撃沈された。
こうして2号艇は沈没したが、残る「マルゆ」2隻は同日レイテ島に到着する。精米600梱、救急食50梱、バッテリー30梱、大発動艇修理部品若干を揚陸した。これはレイテ島に対する17日ぶりの揚陸成功であり、大本営陸軍部をして感激させた。また陸軍潜水輸送艇の最初の実戦使用であり、成功だった。
青木少佐と2号艇を喪失したものの、残る2隻はマニラに帰投した。だがマニラの制空権はうしなわれ、連合軍機の空襲で港湾機能を喪失する。残存艦艇は大破着底艦艇（木曾、沖波など）をマニラに残し、ルソン島北西部のリンガエン湾（サンフェルナンド）に避退、「マルゆ」2隻も同地に移動した。
12月29日、陸軍特殊船4隻（神州丸、吉備津丸、日向丸、青葉山丸）と護衛艦艇のタマ38船団がサンフェルナンドに到着、揚陸作業を開始する。12月30日に青葉山丸が空襲を受けて沈没したが、揚陸作業は概ね完了。
1945年（昭和20年）1月1日、特殊船3隻はマタ40船団としてサンフェルナンドを出発した。
1月2日、ミンドロ島より飛来した連合軍爆撃機がリンガエン湾を爆撃する。1号艇艇長は上陸中だったが、乗組員12名は洋上退避を敢行。だが1号艇は浮上してこなかった。
リンガエン湾上陸を控えていた米軍は同地を徹底空襲し、1月5日は3号艇も失われた。生存者は塚田理喜智陸軍中将指揮下の建武集団に編入され、ルソン島地上戦に投入された。なお放棄後に自沈した3号艇は、アメリカ軍が鹵獲に成功し、北アメリカ大陸に持ち込んだ（詳細後述）。

### 陸軍独自の軍艦運用
三式潜航輸送艇と類似した経緯を持つものとして、英国のMACシップに範を取ったTL型戦時標準タンカー改造の護衛空母である特TL型が挙げられる。後の三式潜航輸送艇に繋がる輸送潜航艇の提案とほぼ同時期、特TL型も純粋な護送船団護衛を目的として陸軍が提案したが、海軍は陸上基地からの直掩機で用が足りるとして海軍は当初は特TL型の建造・改造に反対していた。後に海軍は建造に同意し2隻が就航するが、海軍側は（特TL型を始めとする）簡易空母(特設空母)の建造・充填も、陸軍が意図した護送船団護衛という目的よりも、『（ミッドウェー海戦で壊滅的な損害を受けた）航空母艦の穴埋め・代替戦力として艦隊決戦に投入する』事を最優先に想定しており、特TL型についても陸軍が量産性を最優先にした特2TL型を割り当てられたのに対し、海軍はより高性能（艦隊随行を意識した船形）な特1TL型の配当を受けている。しかし、海軍連合艦隊での艦隊任務は難しいと判断されたような低速な特設空母を充当された海上護衛総司令部としても、連合国側で量産された護衛空母のような（比較的低出力の）カタパルトによる緊急発進を用いた船団護衛戦術などの運用上の研鑽・工夫が特に行われた形跡が無く、一方で安易な機雷の大量敷設により逆に味方輸送船団の航路を限定してしまい却って敵方に捕捉されやすくなる結果を招くような混迷状態であった。
ヒ船団護衛任務にて戦没した軽空母「雲鷹」は沈没時の戦闘詳報で「（1）空母は其の運動性能上速力の減殺は甚しく不利なるを以て高速力にて船團の後方に續航し「バリカン」運動を行ふを要す／（2）敵の追躡明かとなりたる際は非敵側に高速を利用にして偽航路を採り護衛艦を從へて回避するを可と認む／（3）空母が船團と同速力にて運動するは最も不可なり（原文カタカナをひらがなに置換）」として、低速の輸送船団に空母を直接同行させる編成を抜本的に見直すよう提言すると、いわゆる適材適所の工夫をするよう提言を行っている。

## 諸元

### 1型
- 全長:41.41m
- 全幅:3.9m
- 吃水:2.97m
- 排水量:274.4t（水上）・370t（水中）
- 主機:ヘッセルマン型エンジン 2基1軸 400馬力（水上）・75馬力（水中）
- 電動機:構成不明
- 速力:7.5kt/h（水上）・3.5kt/h（水中）[62]
- 航続距離:1,500 nmi (2,800 km)/浮上時8ノット (15 km/h)・32 nmi (59 km)/潜航時4ノット (7.4 km/h)
- 設計深度:100 m (330 ft)
- 積載量:24t（米換算）、もしくは兵員40名
- 乗員:23名
- 武装:
  - 基本:四式三十七粍舟艇砲×1
  - ゆ1型のうち、ゆ1からゆ3まで:四式三十七粍舟艇砲×1、九九式軽機関銃×5
  - ゆ1001型:四式三十七粍舟艇砲×1、九二式車載十三粍機関砲×2

### 2型
- 全長:55m
- 全幅:7.0m
- 吃水:3.13m
- 排水量:430t（水上）・540t（水中）
- 主機:ヘッセルマン型エンジン 2基2軸 700馬力（水上）
- 電動機:110V 最低180回転毎分(並列)、最低90回転毎分(直列)
- 速力:14.5kt/h（水上）・4.5kt/h（水中）
- 設計深度:150 m (490 ft)
- 積載量:40t（米換算）
- 武装:一式四十七粍対戦車砲×1、九八式二十粍高射機関砲×5

## 同型艦

### ゆ I型
ゆI型は製造工場の違いにより、非公式には4種の準分類に分別される。セイルの形状の違いにより、比較的容易に識別が行える。また、ゆI型は納入順に「○号艇」という番号名が製造番号とは別に与えられた為、戦記や資料を読む際には注意が必要である。

#### ゆ 1級

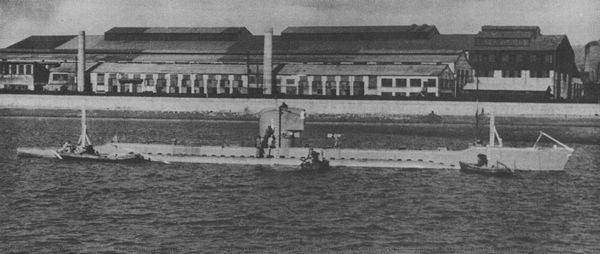
1944年、下松市で試験中のゆ 1

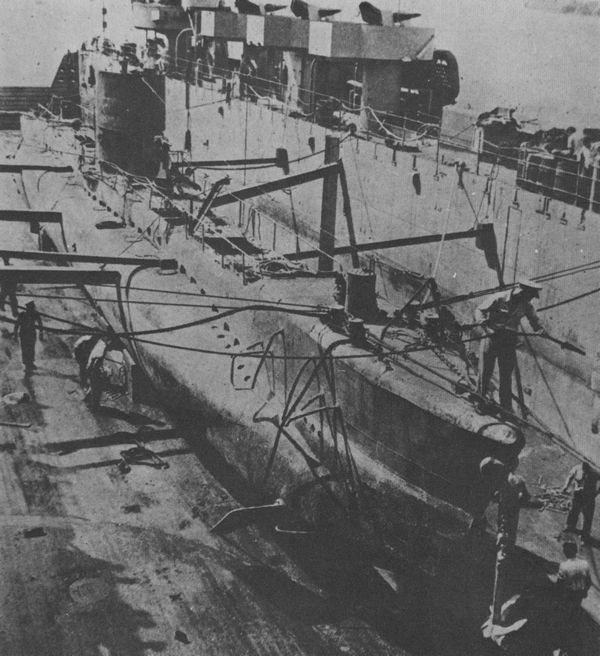
1945年、揚陸艦ラシュモアに収容されたゆ 3

ゆ I型の基礎となる形式。笠戸工場の所在地から下松型とも。最初に建造されたゆ 1はゆ I型のプロトタイプでもあった。全てのゆ 1級は日立笠戸工場にて建造され、密閉型のセイルを特色とした。
- ゆ 1(一号艇) - 1943年2月起工、同年10月31日竣工。比島派遣隊配属。1945年1月2日、リンガエン湾にて事故により喪失[57]。
- ゆ 2(二号艇) - 比島派遣隊配属。1944年11月27日、オルモック湾にて米海軍駆逐艦プリングル、レンショー、ウォーラー、サーフレイの攻撃により撃沈[55]。
- ゆ 3(三号艇) - 比島派遣隊配属。1945年1月5日、リンガエン湾にて沈没[57]。同月18日、米海軍救難サルベージ船グラスプによりサルベージされる。同年5月、米海軍ドック型揚陸艦ラシュモアによって西海岸サンフランシスコへ運ばれた。メア海軍工廠で修復後、戦時公債購買キャンペーンの一環で展示された[注釈 11]。その後、解体[57]。
- ゆ 4(四号艇) - 終戦時現存
- ゆ 5(五号艇) - 終戦時現存
- ゆ 6(六号艇) - 1945年2月13日、第二潜航輸送隊(東京派遣隊、妻良港)に配属、終戦時現存。
- ゆ 7(七号艇) - 1944年11月、第二潜航輸送隊(東京派遣隊、稲取港)に配属、終戦時現存。
- ゆ 8 - 終戦時現存
- ゆ 9 - 終戦時現存
- ゆ 10 - 1945年5月15日、口之津派遣隊に配属、終戦時現存。
- ゆ 11 - 1945年5月15日、口之津派遣隊に配属。同年6月、御厨派遣隊へ転属。終戦時現存。
- ゆ 12 - 1945年5月15日、口之津派遣隊に配属、終戦時現存。
- ゆ 13 - 1945年6月、御厨派遣隊に配属、終戦時現存。
- ゆ 14 - 1945年5月15日、口之津派遣隊に配属。同年6月、御厨派遣隊へ転属。終戦時現存。
- ゆ 15 - 終戦時現存
- ゆ 16 - 終戦時現存
- ゆ 17 - 終戦時現存
- ゆ 18 - 終戦時現存
- ゆ 19 - 終戦時現存
- ゆ 20 - 終戦時現存
- ゆ 21 - 終戦時現存
- ゆ 22 - 終戦時現存
- ゆ 23 - 終戦時現存
- ゆ 24 - 終戦時現存
- ゆ 25 - 終戦時未完成

#### ゆ 1001級

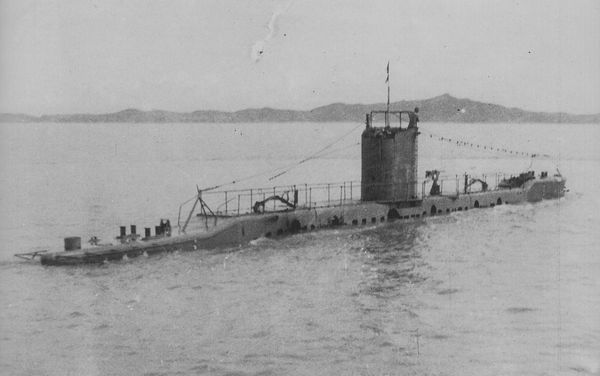
1945年、館山湾で撮影されたゆ 1001級(製造番号不詳)

ゆ 1001級は全て日本製鋼所廣島工場で製造された。同工場の所在地から海田市型とも。開放型のセイルが外見上の特色である。
最初に建造されたゆ 1001は、急速潜航能力や遠洋航行能力を向上させる為の独自の設計変更が多数盛り込まれており、八丈島方面への単独航行輸送で活躍。その後の同級艦の基礎ともなった。
- ゆ 1001(八号艇) - 1944年3月27日起工、同年6月27日完成。同年11月、第二潜航輸送隊(東京派遣隊、下田港)配属。1945年8月13日、鍋田海岸にて米軍機の空襲により大破着底し喪失。戦後、1951年にGHQ指令により浮揚され解体処分。
- ゆ 1002(九号艇) - 1945年2月11日、第二潜航輸送隊(東京派遣隊、妻良港)配属。終戦時現存
- ゆ 1003(十二号艇) - 1945年2月11日、第二潜航輸送隊(東京派遣隊、下田港)配属。終戦時現存
- ゆ 1004 - 欠番
- ゆ 1005(十四号艇) - 1945年2月13日、第二潜航輸送隊(東京派遣隊、妻良港)配属。終戦時現存
- ゆ 1006 - 終戦時現存
- ゆ 1007 - 1945年5月15日、口之津派遣隊に配属。同年6月、御厨派遣隊へ転属。終戦時現存。
- ゆ 1008 - 終戦時現存
- ゆ 1009 - 終戦時現存
- ゆ 1010 - 終戦時現存
- ゆ 1011 - 終戦時未完成
- ゆ 1012 - 終戦時未完成
- ゆ 1013 - 終戦時未完成
- ゆ 1014 - 終戦時未完成

#### ゆ 2001級

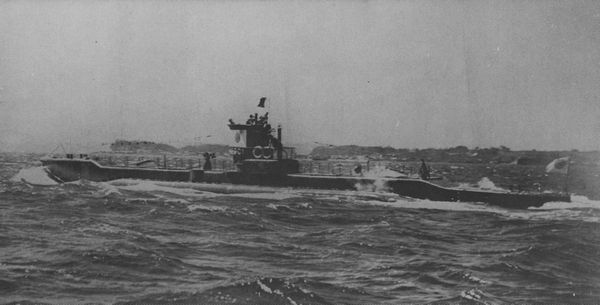
1944年、東京湾で試験航走中のゆ 2001

ゆ 2001級は安藤鉄工所月島工場で製造された。最初に建造されたゆ 2001は、ゆ 1型の第二のプロトタイプでもあった。ゆ 2001級は安藤鉄工所の配慮により、快適性を向上させる目的でデッキハウス型のセイルを装備された。
- ゆ 2001 - 1944年2月12日起工、終戦時現存
- ゆ 2002 - 1945年3月31日起工、終戦時現存
- ゆ 2003 - 終戦時未完成
- ゆ 2004 - 終戦時未完成
- ゆ 2005 - 終戦時未完成
- ゆ 2006 - 終戦時未完成

#### ゆ 3001級
ゆ 3001級は朝鮮機械製作所仁川工場にて製造された。
- ゆ 3001 - 1944年4月10日起工、1944年8月2日竣工。 同年9月9日深夜、日本郵船の石炭輸送船伊豆丸に敵潜と誤認され、体当たり攻撃を受け損傷した。沈没は免れたものの、衝激により耐圧船体に歪が生じていた為輸送任務の継続が不可能となり、訓練艇として終戦まで現存した[注釈 12]。
- ゆ 3002 - 1945年、荒天により沈没し喪失。
- ゆ 3003 - 終戦時現存
- ゆ 3004 - 欠番
- ゆ 3005 - 終戦時未完成
- ゆ 3006 - 終戦時未完成
- ゆ 3007 - 終戦時未完成
- ゆ 3008 - 終戦時未完成
- ゆ 3009 - 終戦時未完成
- ゆ 3010 - 終戦時未完成

### ゆ II型
ゆ I型の改良型であるゆ II型は、海軍艦政本部が技術指導を行い、波一〇一型の設計も取り入れながら十研にて設計された。製造は日立製作所笠戸工場が担当。
- 潮(うしお) - ゆ II型のプロトタイプ。1944年8月設計開始、1945年5月16日起工、終戦時未完成。